# Sân bay Wakkanai
Sân bay Wakkanai (稚内空港 Wakkanai Kūkō) (IATA: WKJ, ICAO: RJCW) là một sân bay ở Wakkanai, Hokkaidō, Nhật Bản. Sân bay này có 1 đường băng dài 2000 m bề mặt nhựa đường.

## Các hãng hàng không và các tuyến điểm
Hiện có các hãng hàng không sau đang hoạt động tại sân bay này:
- All Nippon Airways (Sapporo-Chitose, Sapporo-Okadama, Osaka-Kansai,Tokyo-Haneda)